# Avant-garde de la Motte de Vesoul
Pour les articles homonymes, voir AGM.
L'Avant-Garde de la Motte de Vesoul, populairement appelé « AGM », est un club omnisports situé à Vesoul, dans la Haute-Saône. Son siège se trouve à la maison des associations de Vesoul.
Fondé le 8 juin 1910 par l'abbé Maurice-Louis Dubourg, il est le plus ancien club de Vesoul et le plus ancien club de Haute-Saône encore en activité. Les débuts sportifs du club ont été avec les étudiants du collège Gérôme. Malgré les contraintes des deux guerres mondiales, faisant perdre ainsi de nombreux sportifs aux clubs, le club a su garder son statut et concurrencer les plus grandes équipes régionales et nationales, dans différentes disciplines. La période après-guerre fut plus prospère notamment grâce au soutien de Michel Guillet, durant les années 1960-1970.
Aujourd'hui, plusieurs disciplines peuvent être pratiquées dans le club comme la gymnastique, le volley-ball, le floorball, la boxe anglaise, le full contact, le basket-ball et le culturisme. Le club réunit environ 900 licenciés.
Le club a fait naître de grands sportifs comme Francis Tripp, champion de France et finaliste européen de boxe anglaise, Frédéric Tripp, son fils, champion du monde de boxe IBF 2008, Félicio Lamboley, champion de gymnastique ainsi que de multiples champions de France en full contact. Le club omnisports a organisé de très nombreux concours et manifestations dont le Concours International de Musique et de Gymnastique du 26 au 27 juin 1954.

## Histoire

### 1870-1910: La période antérieure à la fondation
À la suite de la guerre franco-prussienne, les autorités françaises initièrent dans les écoles, collèges et lycées une formation militaire pour contribuer à la sécurité du peuple. Cette formation fut instaurée à cause des troupes prussiennes qui se trouvèrent alors de l'autre côté du Ballon d'Alsace, à la suite des accords du traité de Francfort de mai 1871. Plus tard, les écoliers furent initiés au tir, au maniement des armes et à l'équitation par le 9e régiment de hussards et les 4e et 11e régiment de chasseurs à cheval.

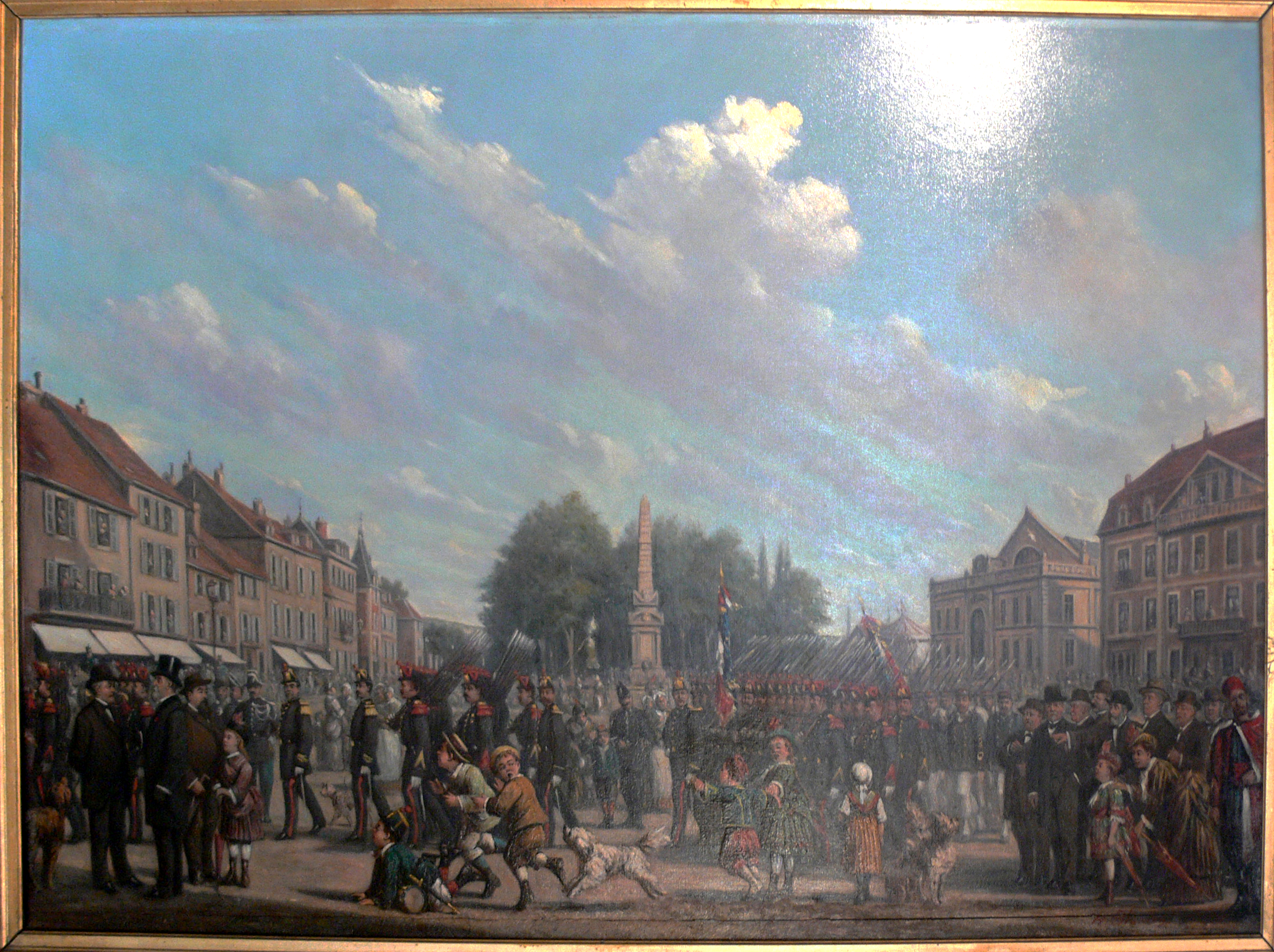
Tableau de Henri Blandin, Défilé de la compagnie des sapeurs pompier Place de la République de Vesoul de 1882, exposé au musée Jean-Léon Gérôme. Nous pouvons apercevoir en arrière-plan, la société de gymnastique du lycée Gérôme défiler en armes.

 Les gymnastes du lycée Gérôme étaient initiés au maniement des armes. De 1880-1890, ils exécutèrent couramment des exercices et concours dans une grande partie du département. Cette volonté de s'instaurer et de se préparer à la guerre fut confirmée par Guy Jean Michel, dans son ouvrage. L'auteur affirme que « le sport n'attirait guère, par lui-même les notables vésuliens : il n'avait d'intérêt que dans son utilité guerrière, pour la défense de la cité". » À la suite de cette forte envie de pratique, la société de tir et de gymnastique « L'Avant-Garde Saônoise » fut créée en février 1903. Cette association fut dirigée par Georges Ponsot, qui était également rédacteur du journal « Le Petit Haut-Saônois ». « L'Avant-Garde Saônoise » est l'une des premières associations sportives de Vesoul. Mais malheureusement, elle ne dura pas. Cependant, elle fut en quelque sorte remplacée et c'est ainsi que fut créé l'« Avant-Garde de la Motte »,.

### 1910-1914: la naissance du club
L'Avant-Garde de la Motte est une association qui fut créée le 8 juin 1910 et inspirée, entre autres, par l'abbé Maurice-Louis Dubourg, vicaire de Vesoul de 1909 à 1919. Après avoir exercé sa profession à Vesoul, il part à Besançon. Parmi les autres membres fondateurs de l'association, figurent Fernand Boucherit, rédacteur du "Nouvelliste", Jean Renahy et Henri Blanche. La première discipline qui fut exercée dans l'association est la gymnastique. Les premiers bâtiments d'entraînement du club étaient situés dans les salles Saint Jean, au 6 rue de la Ressorte. C'est alors que de multiples gymnastes formant une équipe s'entraînèrent dans ces salles, et atteignirent rapidement un haut niveau. Durant l'année 1911-1912, cette équipe de plusieurs gymnastes participa aux concours inter-régionaux de Nancy, Troyes et Vesoul. À cette époque, l'entraîneur de la section gymnastique était M. Euvrard. Peu de temps après, une équipe de football fut créée.

### 1914-1945: les deux guerres mondiales
En 1914, la Première Guerre mondiale débute et les sportifs de l'association ont pour obligation d'aller au combat. Pour garder le contact avec les soldats, le président créa un bulletin, "Le Trait d'Union". Dans ce bulletin sont recensés les grades, distinctions, décorations qu’acquiert le club. Fort malheureusement, de multiples adhérents du club ne revenir pas vivant de cette guerre. Les conseillers municipal et général, Boucherit et Pinot Anselme furent les premiers présidents de l'AGM. En 1918, un nouveau directeur fut apparu, l'abbé Leclerc. Sous l'ère de M. Leclerc, le club rassemblait en tout 56 membres. Entre 1919 à 1924, l'équipe de gymnastes enchaînèrent les victoires aux concours de Morteau, Strasbourg, Nancy, Pontarlier, Gray et Dijon. Quelque temps plus tard, l'AGM regroupait 150 adhérents compris dans les sections football, clique, harmonie et bien évidemment gymnastique.
Un président arriva à la tête de l'AGM, il s'agit de Charles Bonvalot. Il arriva en 1929 et y restera jusqu'en 1944. Ce président n'arrêta pas les activités du club omnisports durant la période d'occupation. La continuité des activités durant les moments d'empêchement entraîna même une très bonne équipe de basket-ball. À cette époque, l'équipe de basket-ball fut déjà cinq fois championne de Franche-Comté et se hissa en demi-finale du championnat de France. À la libération de la ville, en 1944, la section de la clique disparaît de l'association. Deux ans après, la Seconde Guerre mondiale, le calme et la tranquillité ré-apparu totalement. À tel point que les sections du club additionnèrent les succès. En effet, à cette époque, ce club compte et à compter de nombreuses sections : gymnastique, football, basket-ball, ping-pong (dont un titre de champion de France), athlétisme, escrime, haltérophilie, clique, harmonie et école de musique. En 1944, M.Flusin vient succéder au président Charles Bonvalot. Favoriser par les abbés Boillon et Simonin, Flusin emmena l'équipe de gymnastique au concours d'Épinal et celle-ci remporta deux prix d'excellence. En 1947, sous la direction de Georges Guay, la section de l'Harmonie remporta tous les prix lors du concours de Villers-le-Lac. À cette époque, une personne décrite comme extraordinairement sympathique et joyeuse vint faire partie du club. Georges Racine prit les fonctions de vice-président. Cet homme, fortement impliqué aux activités du club, est décrit comme persévérant et talentueux, et par-dessus tout très aimable et conviviale. Mais malheureusement, M. Racine disparu après un long et dur combat contre une maladie le 26 novembre 1950.

### 1945-1958: l'après-guerre
À la suite de la Seconde Guerre mondiale qui créa de nombreux tournants dans l'organisation du club, c'est au tour de M. Hespel de prendre la direction du club, de 1948 à 1953, à la suite du départ de M. Flusin à Belfort, après avoir dirigé la section théâtrale de l'AGM. M. Hespel fut un remarquable président et également organisateur de manifestations sportives. Celui-ci fut obligé de quitter ses fonctions, en 1953, à cause d'une maladie. En 1953, ce fut le colonel Boisselet qui devient président. Sous la présidence de Boisselet, l'AGM se fait remarquer aux concours de Langres et de Mandeure. L'assemblée générale du 19 novembre 1953 réalisa qu'elle que changements concernant le personnel administratif. En 1953, M. Marconnet créa de nombreuses manifestations sportives tels le théâtre, préparation militaire, ski, marche, alpinisme, acrobates cyclistes et funambules. Ces manifestations se déroulèrent chaque dimanche, d'avril à octobre. Les compères et associés de M. Marconnet qui fondèrent et organisaient les manifestations sont Messieurs Guillemin, Goux et Potard. Les équipes sportives du club comptaient de nombreuses personnalités reconnues, à l'image de l'équipe d'athlétisme composée de Owens, Clément, Millet, Perrot et Zins et de Gilbert Grangeret qui fut élu plus bel athlète franc-comtois.
Le secrétaire du club depuis 1945, M. Bouteille, passe à la présidence. Messieurs Legrain et Perrenoud deviennent trésorier de l'AGM. M. Bouteille est le plus jeune président que le club ai connu. Malgré sa jeunesse, cet homme est expérimenté. Il relancera d'ailleurs quelques sections et changera l'organisation. Le plus grand évènement qu'il ait organisé est le Concours international de musique et de gymnastique qui s'est déroulé du 26 au 27 juin 1954 à Vesoul.

### 1958-1971: le soutien de Michel Guillet

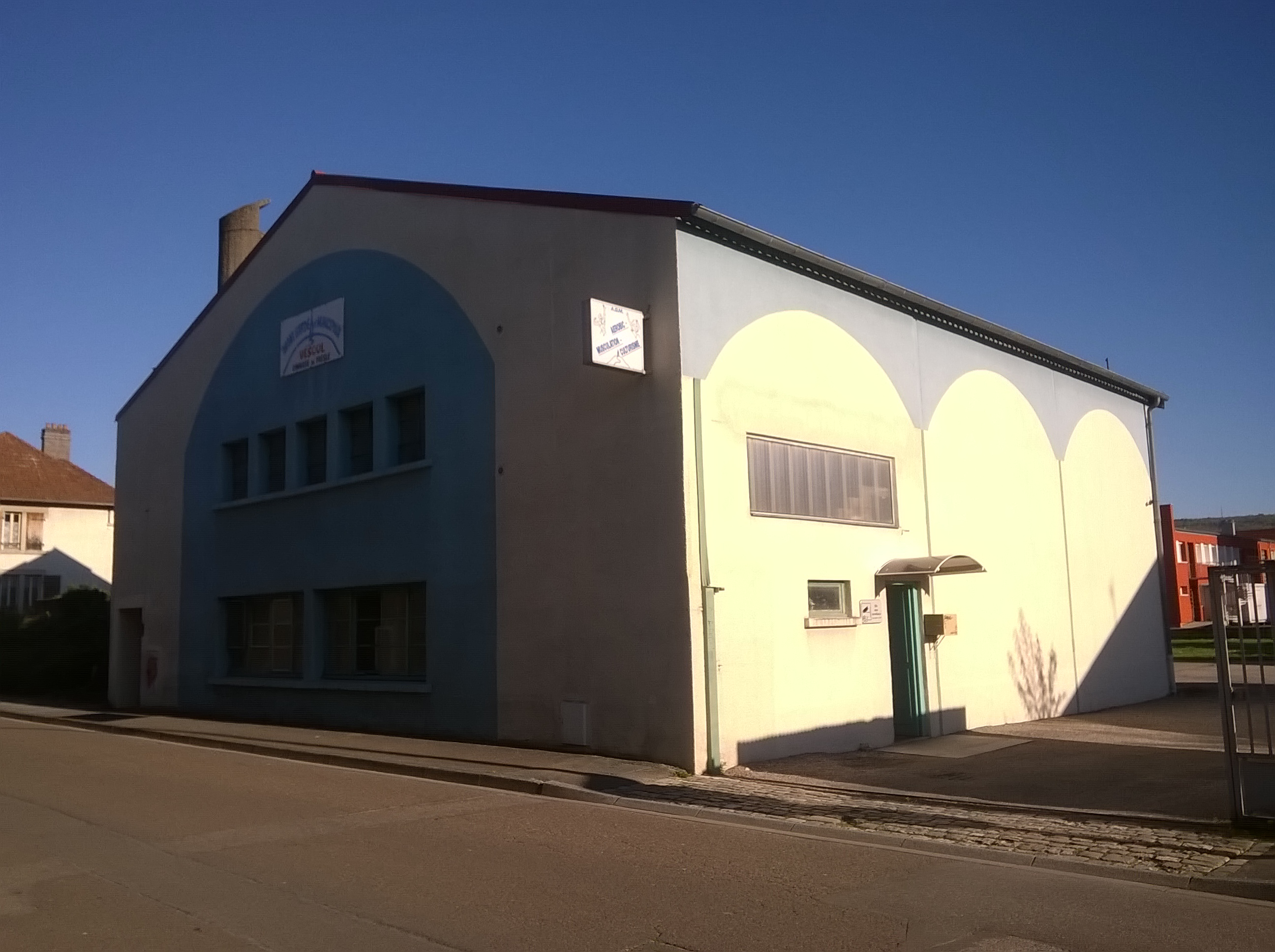
Le gymnase de Presle, 17 rue Lafayette. Édifié sous l'impulsion de Michel Guillet.

Le docteur Michel Guillet s’engagea sainement et totalement pour l'organisation et le développement du club, en consacrant ses biens, son argent et son temps au bon fonctionnement du club, de 1958 à 1971. À l’époque des engagements de Michel Guillet, le personnel de direction était bien garni : Bachelery, Boccon, Chevallier, Clerc, Perrenoud, Lyautey, Lasnier, Pourcelot, Cholley, Paris, Rolnick, Raguin, Simon, Petiet…
Le fervent et très généreux docteur Michel Guillet édifie, par ses propres moyens financiers, le gymnase de Presles, situé rue Lafayette. Pour rendre un hommage historique, la salle principale du gymnase Lafayette a été nommée salle Michel Guillet. Michel Guillet fait participer le club à de multiples manifestations et concours, où l’association montrera sa gratitude en se classant toujours sur le podium, avec quelquefois l’acquisition de la médaille d’or. Michel Guillet disparait tragiquement en juillet 1971. Durant toute la période de sa fonction au club omnisports de l'AGM, Michel Guillet est demeuré très utile au club. Il le redressera dans les années 1960, grâce à ces multiples donations, offrandes, soutiens et bienfaits qu'il a apporté.

### 1971-1981: les années 1970
À la suite de la mort de M. Michel Guillet, la fonction du président du club est donc disponible. M. Pourcelot, le vice-président, est confronté à un dilemme. Il cherche un homme digne d’un rôle de président, lui qui ne voulait pas prendre cette fonction, à cause de la gestion trop importante au sein du club. Cependant, le colonel Joseph Pourcelot se dévoua pour cette fonction avec la solide assistance de d’une personne historique au club, G.Lasnier. Le colonel Joseph Pourcelot bénéficie également de l’aide de multiples entraineurs : M. et Mme Flajoulot, Lasnier fils, Berger, Rémy. 
Par la suite, des partisans de la boxe anglaise ont décidé de recréer une section boxe au sein du club. Ils sont alors à la recherche d’une salle pour la pratique de ce sport de combat plusieurs fois par semaine. Le vice-président combla les boxeurs en leur trouvant le stade de Presles à la fin de 1972. En raison de ses fonctions de maire-adjoint de Vesoul qu'il cumulait avec celles d'administrateur de la Maison du Combattant le colonel Joseph Pourcelot abandonna sa fonction de président de l’AGM à Michel Courtois qui accepta alors gentiment la fonction de président provisoirement. Michel Courtois accepta ce poste pour soulager le colonel Joseph Pourcelot des nombreuses tâches administratives mais également pour pouvoir développer la section boxe qui lui tenait particulièrement à cœur, en mettant à la disposition des boxeurs le gymnase de Presles. En mars 1974, Michel Courtois a également changé le statut du club. Le club passe alors conformément aux règles de l'arrêté qui a eu lieu le 19 juin 1967. Un changement important qui en sera en tout honneur à Michel Courtois. À cette même année, le staff change, pour faire place à des hommes plus jeunes. À la suite de ce changement radical, les résultats sont probants : le club remporte un titre de champion de Franche-Comté en volley-ball et deux titres en boxe. En 1975, Michel Drouin remplace le président Michel Courtois, car celui-ci trouvait son poste de dirigeant du club incompatible avec ses obligations professionnelles. Cependant Michel Courtois, ne quitte pas le club totalement puisque après sa fonction de président, il prend en charge la section boxe qu’il affectionnait plus particulièrement, pour la faire apparaître au plus haut niveau national. En 1980, lors des 70 ans d’existence, le club compte six sections et plus de cinq cents adeptes et membres,.

### 1981-1996: l'ère Musiaux et l'ère Waltz
Le 11 mars 1981, Marcel Musiaux devient président du club et marquera, plus tard, son image dans l'histoire du club. Ses compétences, son dévouement, ses connaissances sportives, sa ténacité font de Marcel Musiaux un homme hors pair et important au sein du club. Durant son mandat, ce président va instaurer, par le biais d'achat de matériel sportif, de multiples sections. En 1983, il va ressusciter l'historique section de la gymnastique qui fut auparavant disparue. En 1986, le club va, avec l'Entente Volley-Ball, fusionner et fonder une nouvelle section de volley-ball et deviendra ainsi le seul club de volley-ball de la ville. Le cyclisme artistique apparaît également comme discipline à l'AGM en 1981, sous la direction de M. et Mme Jeanpierre ainsi que la section de la course d'orientation de Joël Tauzin. Durant cette décennie, le twirling bâton fut également instauré à l'AGM. La création de sections à l'AGM ne s'arrête pas là, puisqu'en 1987, le basket-ball fusionne avec le club de l'Union Sportive et apparaît comme discipline à l'AGM. Le 21 décembre 1981 est une date importante dans l'histoire du club, puisqu'elle marque le changement de ce nom de fondation, l'Avant-Garde de la Motte devient l'Avant-Garde et Municipaux. Ce changement de nom s'est réalisé à la suite de la fusion de l'association sportive du personnel municipal de la ville. Plus tard, les premières modifications financières se font connaître avec l'achat d'un minibus J5, en 1983. Ce minibus, très utile au club, sera convoité par toutes les sections de l’AGM qui ont recours à des déplacements régionaux jusqu’en 1998. Marcel Musiaux, le président, laisse ses fonctions à Maurice Waltz, en 1992. À cette époque, l’AGM compte alors plus de dix sections et environ 800 sportifs.
De 1992 à 1996, la présidence de Maurice Waltz modifia quelques sections et l’organisation. Les disciplines de la course d'orientation, le cyclisme artistique, le cyclotourisme et la course à pied disparurent. Malgré cette perte de sections, le nombre d’adhérents de diminue pas considérablement. Cette stabilisation du nombre de licenciés est due à la section gymnastique qui se développa et qui accueillit plusieurs dizaines de gymnastes. La section compte alors, en tout, plus de 300 pratiquants. La fondation de la discipline de la lutte olympique en 2002, joua également dans la stabilisation du nombre de licenciés.

### 1996 - 2024: l'ère Philippe Salomé

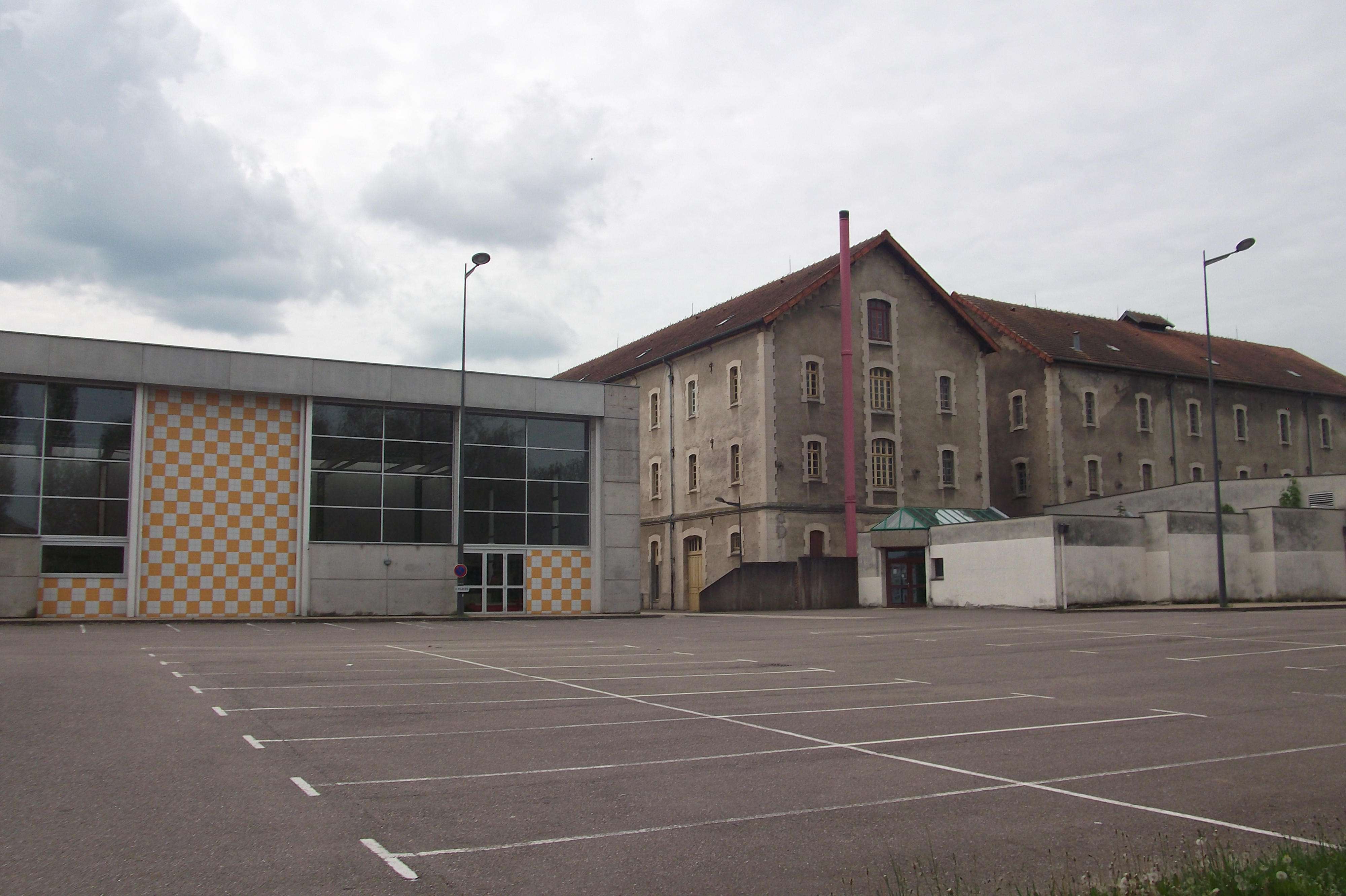
La maison des associations de Vesoul.

Depuis 1996, date qui marque l’entrée en fonction à la présidence de Philippe Salomé, celui-ci a réussi le difficile pari de la modernisation ainsi que l’homogénéité des sections de cette association . Le complexe de la Maison des associations de Vesoul est un complexe sportif parfait pour la pratique de sport en communauté. Des efforts importants pour l'amélioration du bon fonctionnement ont été réalisés, comme l’achat d’un nouveau minibus complètement neuf. Sur le plan de la modernité, des modifications de statuts ont été exécutées pour chaque discipline. Elles sont désormais toutes des associations indépendantes légalement. C'est pourquoi l'AGM peut être considérée comme une association d'associations.
Premier club sportif vésulien à se doter d'un site internet à l'occasion de ses 90 ans, celui-ci permet d'avoir une trace de l'histoire du club. Toujours concernant la modernisation, d'importantes rénovations ont été apportées au gymnase de Presle ainsi qu'un nouveau garage. L’Avant Garde de la Motte de Vesoul est le seul club centenaire vésulien. Le 12 juin 2010, s’est déroulée une grande fête pour célébrer le centenaire de la fondation du club. Aujourd'hui, le club totalise plus de 800 licenciés.

### Depuis 2024: la présidence de Richard Cartier
Élu lors de l'AG portant sur l'année 2023, Richard Cartier, a été longtemps trésorier. C'est donc avec une parfaite connaissance du club qu'il a accepté de succéder au président qui l'a précédé.

## Sections sportives
Durant tout son histoire, le club a offert un nombre conséquent de disciplines sportives. Parmi les disciplines sportives autrefois proposées au sein de l'AGM, on retrouve : l'alpinisme, l'athlétisme, le bicycle motocross, la clique, la course à pied, la course d'orientation, le cyclisme artistique, le cyclotourisme, le football, le funambule, l'haltérophilie, l'harmonie,la marche à pied, le ping-pong, la savate française, le ski, le twirling bâton...
Aujourd'hui, l'AGM propose sept différents disciplines sportives.

### Gymnastique
La section gymnastique est l'une des principales sections sportives du club. Section fondatrice du club, c'est également l'une des plus anciennes. En 2023-2024, la section totalise environ 380 licenciés.
Le 10 février 2001, le club inaugure une salle spécialisée en gymnastique au sein de la maison des associations.
Philippe Salomé, ancien président de l'AGM, a également été président de la section gymnastique.

### Volley-ball
Créée en 1964, la section volley-ball compte environ 80 licenciés en 2023-2024.

### Floorball
La section floorball s'entraine au gymnase Lassalle de Vesoul.

### Boxe anglaise
La section boxe anglaise est l'une des plus importantes sections du club. Originellement, la section boxe est créée en 1928, puis mise en sommeil en 1934. La section est finalement recréée en 1973.

### Culturisme
Cette section s'entraine au gymnase Lafayette à Vesoul.

### Full-contact
La section full contact s'entraine également au gymnase Lafayette. Elle a formé de nombreux champions régionaux.

### Basket-ball
La section basket-ball fait partie des sections historiques de l'AGM. Créée en 1924, la section a cependant été supprimée en 1965, avant d'être recréée par la suite.
L'AGM basket s'est distingué de nombreuses fois dans les compétitions régionales.

## Personnalités du club

### Sportifs emblématiques

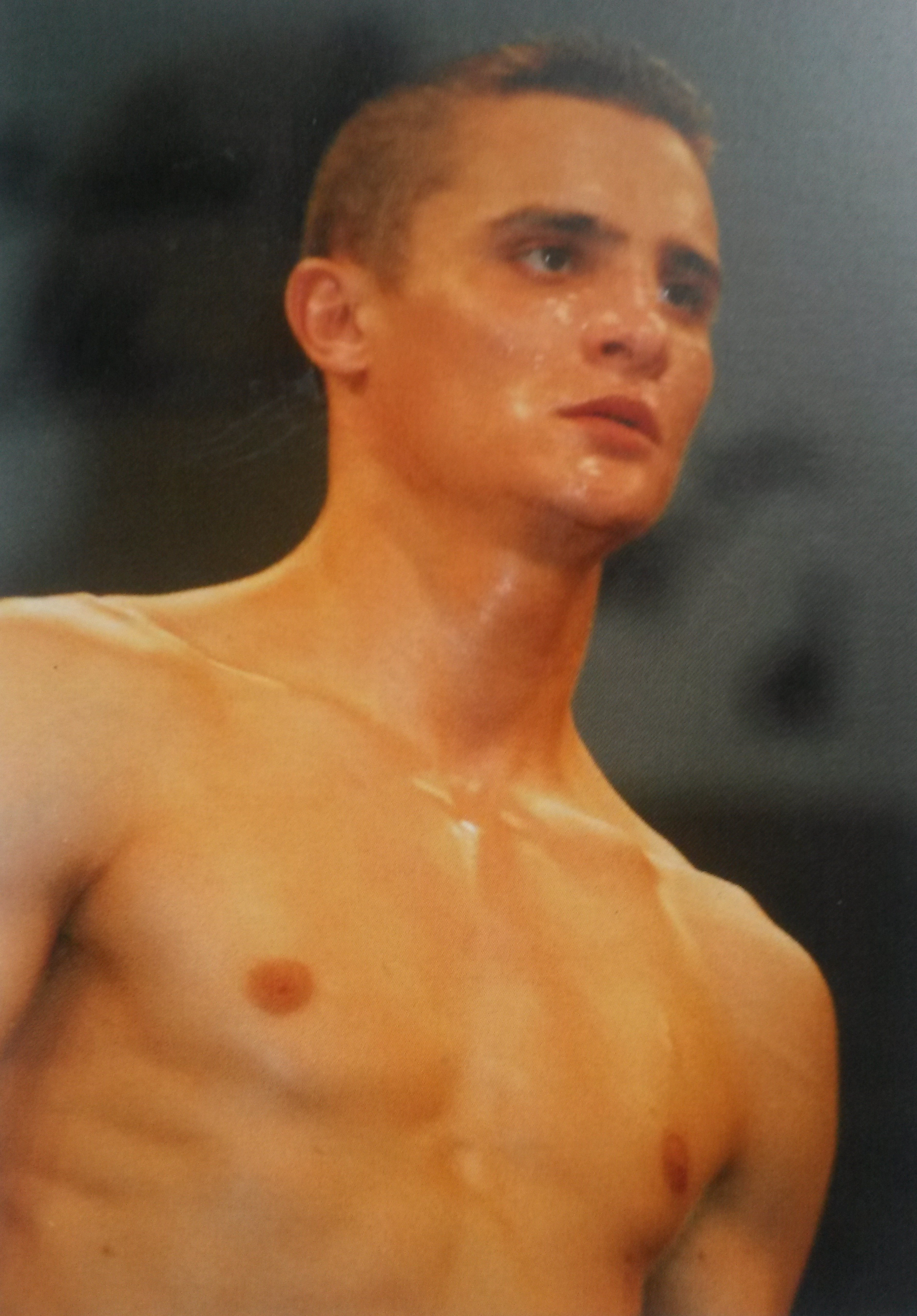
Le boxeur Frédéric Tripp

- Francis Tripp, boxeur, 1/4 de finaliste européen le 5 juin 1977, champion de France amateur poids plume en 1978, champion de France amateur poids léger en 1981[18]
- Frédéric Tripp, boxeur, fils de Francis Tripp, champion du monde IBF 2008[19]
- Bilel Latreche, boxeur, champion de France
- Morrade Hakkar, boxeur, double champion d'Europe, évolua au club entre 1994 et 2000[20]
- Antoine Villedieu, boxeur ayant évolué au club, devenu homme politique
- Mykal Riley, basketteur américain[21]
- Saïd Bechari, pratiquant de full-contact, champion du monde amateur seniors poids lourds[22].
- Félicio Lamboley, gymnaste, quatrième au championnat du monde de trampoline juniors[23].

### Présidents
Depuis 1910, de multiples présidents se sont succédé à la tête du club,.
| Président                | Période   |
| ------------------------ | --------- |
| Fernand Boucherit        | 1910 - ?  |
| Anselme Pinot            |           |
| Abbé Leclerc             | 1918-1924 |
| Charles Bonvalot         | 1929-1944 |
| M. Flusin                | 1944-1948 |
| M. Hespel                | 1948-1953 |
| Colonel Boisselet        | 1953-1955 |
| Michel Guillet           | 1958-1971 |
| Colonel Joseph Pourcelot | 1971-1972 |

| Président       | Période     |
| --------------- | ----------- |
| Michel Courtois | 1972-1975   |
| Michel Drouin   | 1975-1981   |
| Marcel Musiaux  | 1981-1992   |
| Maurice Waltz   | 1992-1996   |
| Philippe Salomé | 1996-2024   |
| Richard Cartier | depuis 2024 |

## Lieux d'entrainement
Les sections du club évoluent pour la plupart à la maison des associations de Vesoul. D'autres complexes et équipements sportifs sont utilisés par le club comme le gymnase Michel-Guillet et le stade René-Hologne.

## Identité

### Historique du nom
- 1910 - 1981 : Avant-Garde de la Motte
- 1981 - 2012 : Avant-Garde et Municipaux
- 2012 à aujourd'hui : Avant-Garde de la Motte

### Évolution du logo

Ancien logo du club.